# Dashiqiao Shuiku
Dashiqiao Shuiku (kinesiska: 大石桥水库) är en reservoar i Kina. Den ligger i provinsen Henan, i den centrala delen av landet, omkring 360 kilometer sydost om provinshuvudstaden Zhengzhou. Dashiqiao Shuiku ligger 123 meter över havet. Arean är 0,74 kvadratkilometer. Trakten runt Dashiqiao Shuiku består till största delen av jordbruksmark. Den sträcker sig 0,9 kilometer i nord-sydlig riktning, och 2,1 kilometer i öst-västlig riktning.
Genomsnittlig årsnederbörd är 1 445 millimeter. Den regnigaste månaden är juli, med i genomsnitt 258 mm nederbörd, och den torraste är januari, med 34 mm nederbörd.